# NITD609
NITD609 é uma molécula desenvolvida por ONG's, agências do governo dos Estados Unidos e Singapura, e outros pesquisadores de universidades da da Suíça, da Tailândia, EUA e da Grã-Bretanha, além  da companhia farmacêutica Novartis. Está sendo desenvolvida para o tratamento da malária, sendo eficaz contra Plasmodium falciparum e o Plasmodium vivax nos testes em animais.